# Adolphe Monod

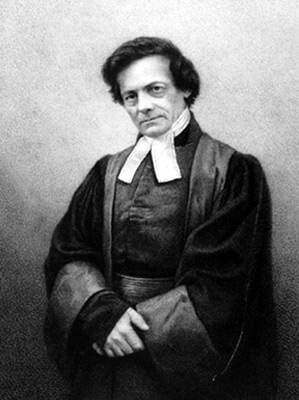
Adolphe Monod.

Adolphe Frédéric Théodore Monod, född den 21 januari 1802 i Köpenhamn, död den 6 april 1856 i Paris, var Frankrikes mest berömde evangeliske predikant under 1800-talet. Han var bror till Frédéric Monod.
Vid tiden för hans födelse var fadern Jean Monod (1765-1836) pastor i den danska huvudstadens franska evangeliska församling. Sonen studerade i Genève och grundlade i Neapel en evangelisk församling, som han förestod 1825-27. Därefter blev han evangelisk pastor i Lyon. 
Ett mot honom avogt parti lyckades hos regeringen utverka hans avsättning efter en alltför skarp predikan ("Qui doit communier?"), som han hållit. Han kvarstannade dock i staden och utövade fortfarande en för hans förra församling ytterst betydelsefull verksamhet. 
Av regeringen kallades Monod 1836 till en teologisk lärostol vid högskolan i Montauban. Hans stigande rykte som predikant medförde 1847 hans kallelse som pastor till Paris. 
Monod utövade stort inflytande såväl genom sin helgjutna kristliga personlighet som genom sina predikningar, vilka förenade gediget innehåll med en sällsynt formskönhet. 
Hans samlade predikningar, Sermons, utgavs 1843 (3:e upplagan 1860, i 4 band). Ett stort antal av Monods skrifter (spridda predikningar med mera) är översatta till svenska. År 1885 utgavs i 2 band "Souvenirs" och urval ur Monods brevväxling (3:e upplagan 1898).